# Arthur Zarden

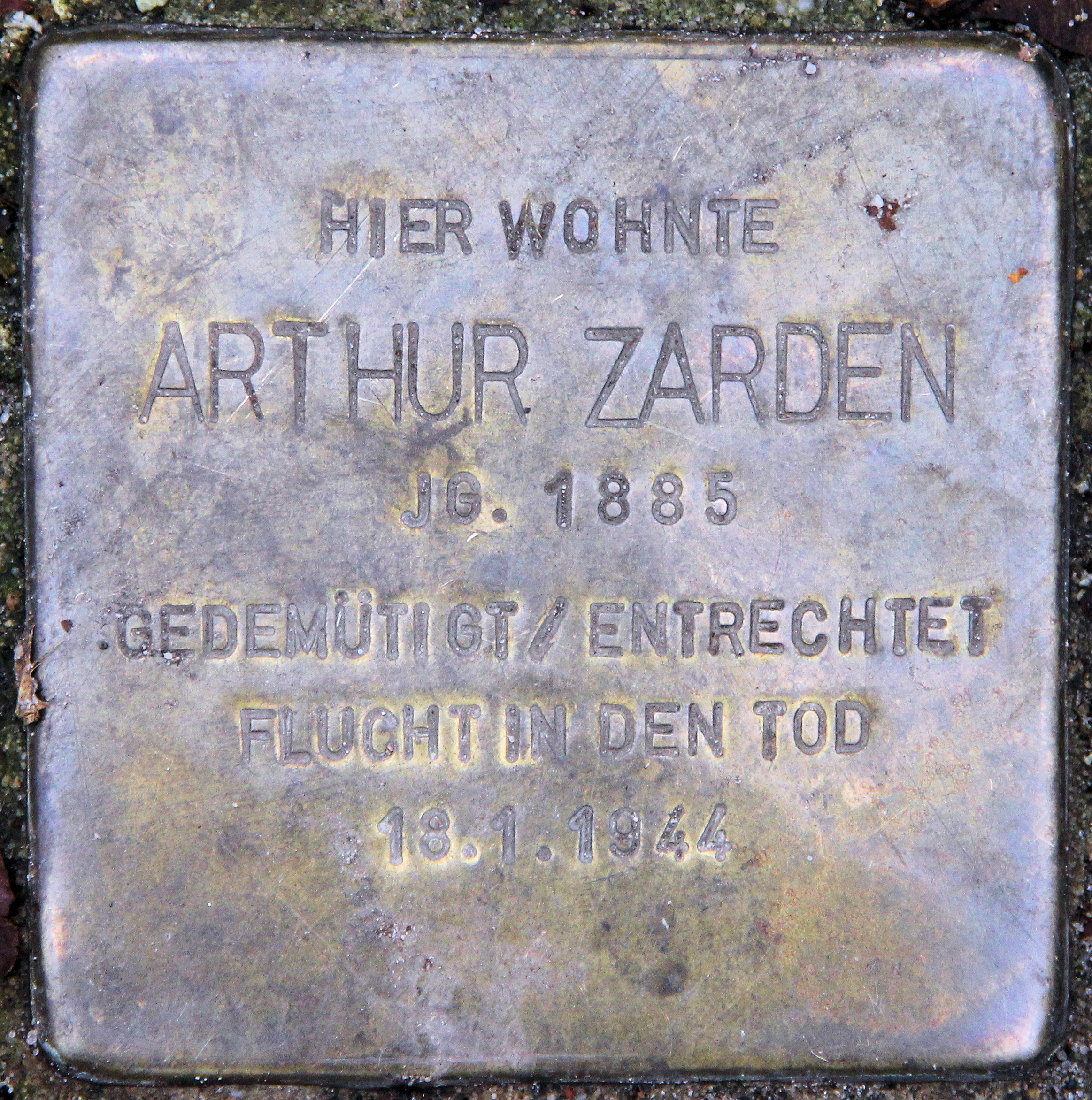
Stolperstein in Berlin-Dahlem, Goßlerstraße 21

Arthur Heinrich Ludwig Zarden (* 27. April 1885 in Hamburg; † 18. Januar 1944 in Berlin) war ein deutscher Finanzexperte und in der Weimarer Republik Staatssekretär im Reichsfinanzministerium.

## Leben und Werk

### Schulzeit und Ausbildung
Zarden stammte aus einer Familie mit teilweise jüdischen Vorfahren und war israelitischen Glaubens. Über die Kindheit und Jugend Zardens ist wenig bekannt. Nach Angaben seiner Tochter neigte er sein Leben lang nicht selten zu einer schwankenden pessimistischen Grundhaltung. Er besuchte das Wilhelm-Gymnasium in Hamburg, wo er zu Ostern 1904 das Reifezeugnis erhielt. Anschließend begann er das Studium der Rechtswissenschaften an der Universität Lausanne. Dem folgten Semester in München, Berlin und Kiel. Die erste juristische Staatsprüfung legte er 1908 in Kiel ab. 1909 erfolgte die Promotion zum Doctor iuris utriusque in Rostock. Ende 1912 absolvierte Zarden in Hamburg die zweite juristische Staatsprüfung und wurde dann als Assessor vereidigt.

### Hamburger Finanzverwaltung
Zarden begann seine Karriere bei der Steuerdeputation, einer Unterabteilung der Hamburger Fachverwaltung für Finanzen. 1914 folgte seine Ernennung zum Verwaltungsassessor, 1917 zum Regierungsrat. Im Zuge der Erzbergerschen Reform wurde die Hamburger Steuerdeputation am 1. April 1920 aufgelöst; zum Teil gingen die Aufgaben auf das neu geschaffene Landesfinanzamt Unterelbe über. Am 24. Juli 1920 heiratete er Editha Orenstein, die Tochter des Industriellen Benno Orenstein, und zog zu ihr nach Berlin.

### Reichsfinanzministerium
Zu dieser Zeit wurde die gesamte Finanzverwaltung im Deutschen Reich zentralisiert. An der Spitze der neuen Reichsfinanzverwaltung entstand in Berlin das Reichsfinanzministerium. In der Aufbauphase litt das Ministerium unter einem eminenten Mangel an qualifizierten Arbeitskräften. Insbesondere Juristen wurden gesucht und konnten schnell Karriere machen. Wie auch der spätere Reichsminister der Finanzen Johann Ludwig Graf Schwerin von Krosigk begann Zarden seine Laufbahn im neuen Reichsfinanzministerium Mitte 1920. Zarden wurde als Ministerialrat eingestellt, 1923 erfolgte die Beförderung zum  Ministerialdirigent, 1925 zum Ministerialdirektor. Sein beruflicher Schwerpunkt war das Steuerwesen.
Zarden war Mitglied der nationalliberalen DVP, die den Versailler Vertrag ebenso massiv wie die Steuerpolitik von Matthias Erzberger kritisierte, anfangs die Weimarer Verfassung strikt ablehnte und die Schaffung eines Zentralstaates favorisierte. Die Partei war jedoch nicht destruktiv gegen die Weimarer Republik gerichtet, sondern verband ihre Kritik mit systemkonformen Reformvorschlägen.
Auch Zarden trat für eine Vereinheitlichung der Steuern sowie einer Zentralisierung der Finanzen zwischen Reich und Ländern ein. Er verfasste zu diesen Themen mehrere Artikel in Fach- und Verbandszeitschriften. Maßgeblich war er an der Einführung und Erhebung des Reichsnotopfers, der Zwangsanleihe, der Kapitalertragsteuer sowie der Vermögenssteuer beteiligt. Partiell wird er auch als „Vater“ der Steuergutscheine betrachtet, mit denen ab dem Jahr 1932 Unternehmen Nachlässe auf Steuern erhalten und sich durch Veräußerung kurzfristig neue Liquidität beschaffen konnten. Laut anderen Quellen wurden diese sogenannten Tax Remission Certificates von amerikanischen Banken oder der Reichsbank entwickelt.

### Staatssekretär
Zarden rechnete bereits 1929 nach dem Rücktritt von Johannes Popitz damit, Staatssekretär zu werden. Stattdessen ernannte der zu dieser Zeit amtierende Reichsminister der Finanzen Paul Moldenhauer, der kurz zuvor noch als Reichswirtschaftsminister im Kabinett Müller tätig war, den Juristen Hans Schäffer aus dem Wirtschaftsministerium zum neuen Staatssekretär des Reichsfinanzministeriums.
Am 2. Juni 1932 wurde Graf Schwerin von Krosigk von Reichskanzler Franz von Papen zum Reichsminister der Finanzen berufen. Schwerin von Krosigk holte bei seiner Ernennung sofort Arthur Zarden als Staatssekretär zu sich. Beide teilten sich das Aufgabengebiet im Ministerium auf: Zarden kümmerte sich fortan vollständig um das Steuerwesen im Deutschen Reich und Schwerin von Krosigk um den Staatshaushalt.
Zardens privater Lebensstil war damals nicht unumstritten. Er fuhr auf Staatskosten einen Maybach Zeppelin DS 7, hatte eine moderne Zwölfzimmer-Wohnung in der Alsenstraße in Berlin-Tiergarten, gab nicht selten großzügige Dinner für über 40 Personen und pflegte private Kontakte zu einflussreichen Industriellen. Die Sommer verbrachte er mit seiner Familie abwechselnd in Heiligendamm oder in einem der Grand Hotels im Engadin. Problematisch erschien sein aufwändiger Lebensstil, weil Zarden maßgeblich an der Einführung und Erhebung der Luxussteuer mitgewirkt und dazu verschiedene Rechtskommentare erlassen hatte. Sein Vorgänger und Konkurrent Hans Schäffer äußerte später:
„Zarden führte ein gesellschaftlich bewegteres Dasein als wir anderen Beamten; und den privaten Umgang mit den größten Steuerzahlern des Deutschen Reichs sah der Reichsfinanzminister nicht gern.“
Bezüglich der Kritik wurde oft unterschlagen, dass Zarden Ehemann einer Millionenerbin von Orenstein & Koppel gewesen ist und somit seine Lebensweise aus verschiedenen Quellen bestreiten konnte.
Inmitten der Weltwirtschaftskrise spalteten sich die Finanzexperten im Reichsfinanzministerium in zwei Richtungen auf: als Gegenmaßnahme zur steigenden Arbeitslosenzahl war die eine Gruppe einer finanziellen Orthodoxie und strikten Sparpolitik zugeneigt, die andere war dem Keynesianismus zugewandt und wollte wirtschaftspolitische Anreize schaffen, die darauf ausgerichtet waren, die Nachfrage nach Gütern und Dienstleistungen finanz- und fiskaltechnisch zu steuern und bei Bedarf die Wirtschaft durch vermehrte Staatsausgaben sowie durch expansive Geldpolitik zu beleben.
Unter dem Eindruck der vorausgegangenen Hyperinflation unterstützte Zarden bereits die Regierung Brüning, die bemüht war, die Währung durch eine Sparpolitik zu stärken, was neben der steigenden Arbeitslosigkeit mit gravierenden sozialen Härten, Steuererhöhungen und tiefen Einschnitten in die sozialen Sicherungssysteme verbunden war. Dabei gingen die Vertreter der Sparpolitik von der Notwendigkeit aus, den Staatshaushalt ausgeglichen zu halten, weil der Kapitalmarkt zur Finanzierung eines Defizits nicht zur Verfügung stand. Letztlich erwiesen sich diese Maßnahmen als krisenverschärfend.
Bei den Wahlen im Juli 1932 gelang Adolf Hitler durch sein Versprechen, die Arbeitslosigkeit abzubauen, der endgültige Durchbruch. Tatsache ist, dass nur die NSDAP mit einem Programm massiver, reflationärer Kreditausweitung und Arbeitsbeschaffung auftrat und so ihren Stimmenanteil mit 37,3 % mehr als verdoppeln konnte. Damit stand Arthur Zarden den Nationalsozialisten in mehrfacher Hinsicht im Wege. Er war Verfechter einer Sparpolitik, Mitglied einer systemkonformen Partei und bediente aufgrund seines Lebensstils sowie seines jüdischen Glaubens sämtliche Klischees der nationalsozialistischen Propaganda. Bereits im Frühjahr 1932 führte Hans Pfundtner, Ministerialbeamter des Reichsministerium des Innern, in einer Denkschrift namentlich Arthur Zarden als Beispiel auf, welche Staatssekretäre bei einem Regierungswechsel entfernt werden müssten.

### Zwangsruhestand
Nach persönlicher Intervention Hitlers musste Schwerin von Krosigk, der bis 1945 Reichsminister der Finanzen blieb, im April 1933 seinen bisherigen Staatssekretär Arthur Zarden auf Grundlage des Gesetzes zur Wiederherstellung des Berufsbeamtentums zugunsten des NSDAP-Finanzfachmanns Fritz Reinhardt austauschen. Letztgenannter begann umgehend mit der Umsetzung des nach ihm benannten Reinhardt-Programms.
Graf Schwerin von Krosigk berichtete später, Zarden habe zu seinem Abschied eine kurze Audienz bei Hitler erwirken können, bei der Hitler ihm eine seinem Rang entsprechende andere Beschäftigung versprochen, aber das Versprechen niemals eingelöst habe. Gemäß § 7 des Gesetzes zur Wiederherstellung des Berufsbeamtentums musste Schwerin von Krosigk entscheiden, ob er seinen langjährigen Kollegen nach
- § 3, aufgrund seiner nicht arischen Abstammung in den Ruhestand versetzt, oder nach
- § 4, aufgrund seiner bisherigen politischen Betätigung fristlos aus dem Dienst entlässt, oder nach
- § 5, mit Gehaltskürzung in ein anderes Amt versetzt.

Bemerkenswert ist, dass sich Schwerin von Krosigk für keinen dieser Paragraphen entschied, sondern für einen allgemeinen: gemäß § 6 wurde der 48-jährige Arthur Zarden ohne Angabe von Gründen zunächst in den einstweiligen und im September 1933 bei vollen Bezügen in den dauerhaften Ruhestand versetzt.
Ab 1938 konnten die Ruhestandsbezüge unter bestimmten Voraussetzungen durch die Siebte Verordnung zum Reichsbürgergesetz reduziert werden; ob dies bei Arthur Zarden auch der Fall war, ist nicht bekannt. Seine Tochter Irmgard gab an, dass sich äußerlich am Leben der Familie zunächst nichts änderte und auch das aufwändige Gesellschaftsleben weiterging. Nach Ausbruch des Krieges zogen die Zardens nach Berlin-Lichterfelde und führten ein zurückgezogeneres Leben. Die Diener und der Chauffeur wurden entlassen, nur eine Köchin blieb. Anfang Februar 1943 erkrankte seine Frau an einer Influenza, an der sie wenig später verstarb.

### Todesumstände

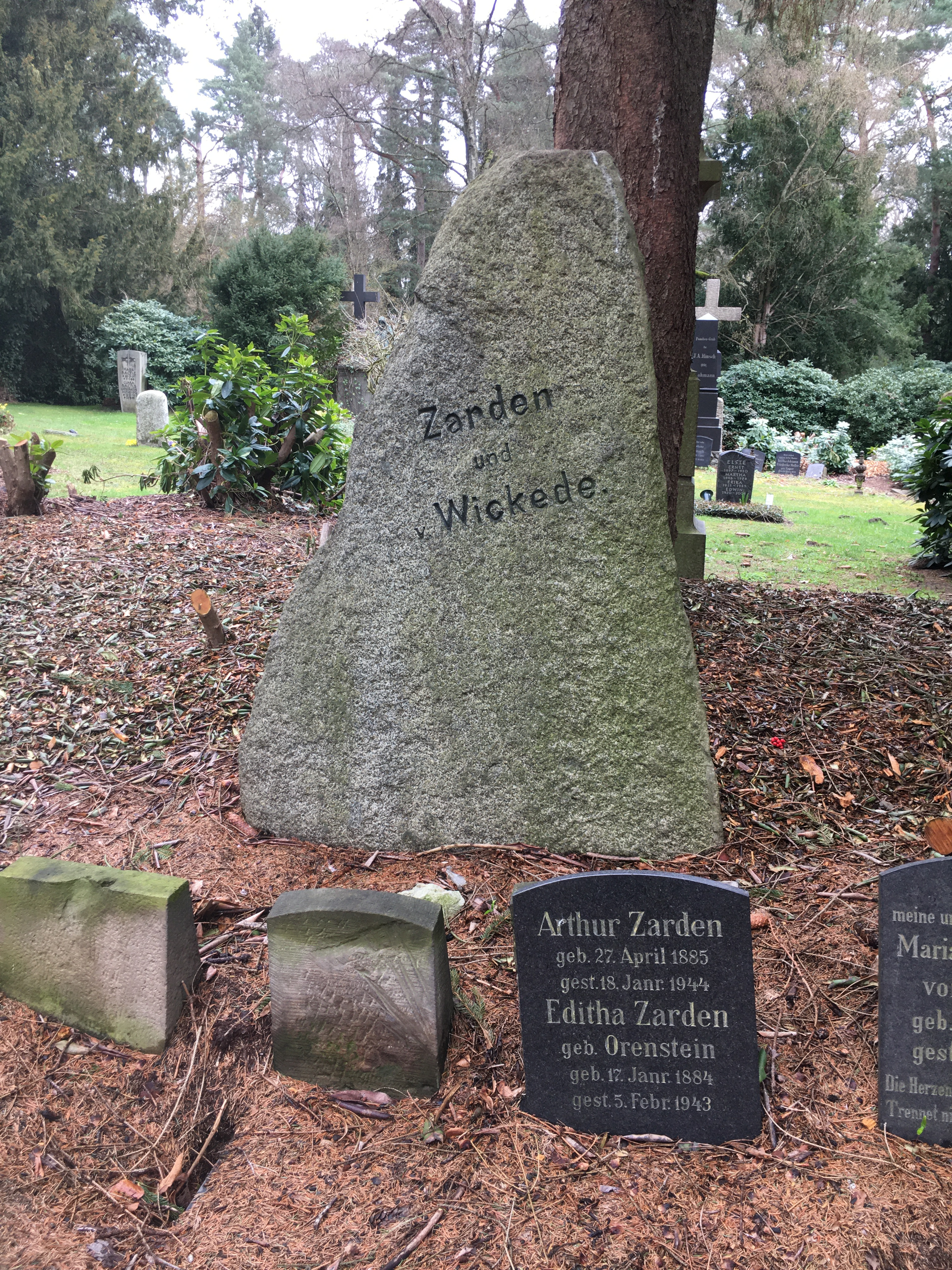
Grabstätte auf dem Friedhof Ohlsdorf

Arthur Zarden hatte Kontakt zu Kreisen des Widerstands; einer Widerstandsgruppe gehörte er jedoch nie an. Er traf sich regelmäßig mit Mitgliedern des SeSiSo-Clubs, einem kulturell-politischen Gesprächszirkel mit unterschiedlichsten politischen Strömungen.
Am 10. September 1943 wurde Zarden von Elisabeth von Thadden, die dem  Solf-Kreis angehörte, zum Tee eingeladen. Alle Eingeladenen kannten sich, man vertraute einander und scheute das offene Wort nicht. Die Gespräche waren lebhaft und drehten sich um den Sturz Mussolinis, den am Vortag vereinbarten Waffenstillstand zwischen Italien und den Alliierten und die Frage, ob dieses Ereignis zu einem baldigen Kriegsende führen könnte, was viele erhofften. Alle nahmen rege Anteil an der Konversation; auch Zarden beteiligte sich an der Diskussion über die militärisch aussichtslose Lage.
Einer der Anwesenden war der Spitzel Paul Reckzeh, der den Gesprächskreis bei der Gestapo verriet. Am frühen Morgen des 12. Januar 1944 wurde die gesamte Teegesellschaft wegen Wehrkraftzersetzung verhaftet und in ein Gefängnis nach Berlin-Halensee gebracht, wo Arthur Zarden am 18. Januar 1944 aus einem Treppenhausfenster auf die Joachim-Friedrich-Straße sprang und beim Transport ins Krankenhaus starb.
Beigesetzt wurde Arthur Zarden in der Familiengrabstätte auf dem Hamburger Friedhof Ohlsdorf im Planquadrat U 12 nordöstlich von Kapelle 1.